# Längenau

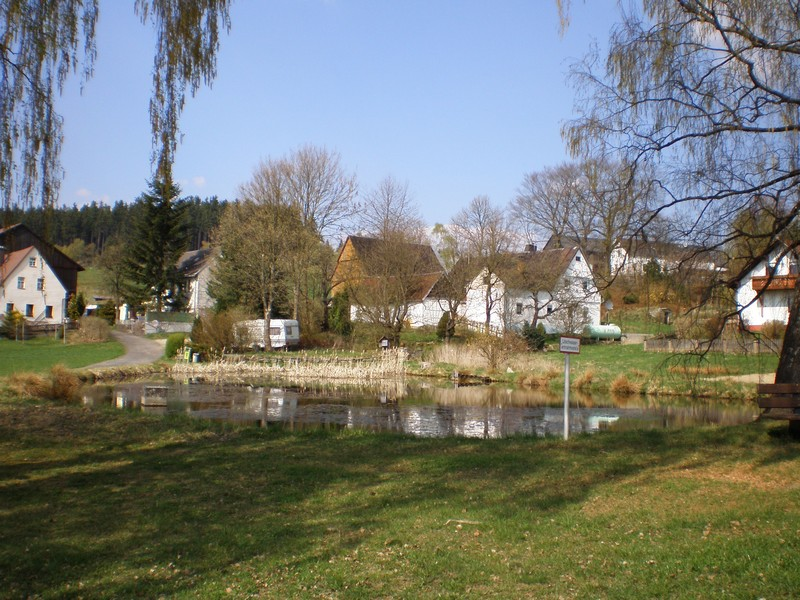
Ortsansicht von Längenau

Längenau ist ein Gemeindeteil der Großen Kreisstadt Selb im Landkreis Wunsiedel im Fichtelgebirge (Oberfranken, Bayern).

## Lage
Das Dorf liegt vier Kilometer östlich der Stadt am Wartberg und am Oppersbühl. Es liegt im Naturraum Selb-Wunsiedler Hochfläche des Fichtelgebirges.

## Geschichte
Der Ort wurde erstmals 1170 urkundlich als „Lengenowe“ genannt. Er gehörte um 1368 zur Gutsherrschaft Asch der von Zedtwitz; 1417 wurde er den Besitzern entzogen. 1499 hatte das Markgraftum Brandenburg-Kulmbach-Bayreuth im Dorf Lehenbesitz, die meisten Höfe gehörten dem Adelsgeschlecht von Raitenbach auf Erkersreuth. Auch die Forster von Selb und Jobst Neustetter hatten Lehensbesitz. 1818 bildete sich die Gemeinde Längenau mit Buchwald. Das Patrimonialgericht hatten die von Reitzenstein auf Erkersreuth. Am 1. Januar 1978 erfolgte die Eingliederung in die Stadt Selb. Am nahegelegenen Wartberg wird seit 1928 Basalt abgebaut, der als Schotter im Straßenbau verwendet wird.

## Sehenswertes
Sehenswert sind mehrere Bauernhöfe mit Wohnstallhäusern. Die Dreiseit- oder Vierseithöfe sind Baudenkmäler. Vor der Gaststätte Zum Wartberg befindet sich ein alter, unter Denkmalschutz stehender Grenzstein mit dem Wappen der Bayreuther Markgrafen. Auf dem geologisch interessanten Wartberg befand sich eine Warte. An der Landesgrenze zu Tschechien am Höllrangen stehen verschiedene Grenzsteine mit unterschiedlichen Wappen. Ein Felsstück mit ausgewitterter Mulde heißt Schüsselstein, hat je zwei ausgehauene viereckige Vertiefungen und Kreuze und trug früher die Jahreszahl „1848“ und die Inschriften „Kgr. Bayern und Kgr. Böhmen“ (Kgr.= Königreich).

## Tourismus
Im Osten an der Grenze zu Tschechien verläuft der Wanderweg Ostweg des Fichtelgebirgsvereins. Von ihm zweigt ein ausgeschilderter Weg ab, der zum Schüsselstein und zu den alten Grenzsteinen mit Wappen der Herren von Lindenfels und von Zedtwitz führt. Der sechs Kilometer lange Rundwanderweg Bankerlweg führt um den Oppersbühl und den Wartberg. Durch Längenau verläuft der Brückenradweg Bayern-Böhmen. Auf dem Gipfel des Wartberges befindet sich ein Zeltlagerplatz am Standort einer früheren Radarstellung der Luftwaffe zur Luftraumüberwachung der Tschechoslowakei.

## Karten
- Fritsch Wanderkarte Nr. 106 Selb-Schönwald, Maßstab 1:35.000